# Piper chanchamayanum
Piper chanchamayanum är en pepparväxtart som beskrevs av William Trelease. Piper chanchamayanum ingår i släktet Piper och familjen pepparväxter. Inga underarter finns listade i Catalogue of Life.